# Communauté chrétienne de l'eau vive
La Communauté chrétienne de l'eau vive (espagnol : Comunidad Cristiana Agua Viva) est une megachurch chrétienne évangélique charismatique à Lima, Pérou. Ses pasteurs principaux en 2017 sont Sergio et Carla Hornung.  L’église aurait une assistance de 42,000 personnes.

## Histoire
L'église a été fondée en 1986 par le pasteur Peter Hornung et sa femme Mirta. En 2007, Sergio Hornung et Carla deviennent ses pasteurs principaux.  En 2008, l'église achète le Coliseo Amauta (un stade de 18 000 places). En 2025, l’église compterait 42,000 personnes .

## Croyances
Les croyances de l'église sont identifiées comme faisant partie du christianisme évangélique, de courant charismatique.